# 相知町
相知町（おうちちょう）は、佐賀県の北西部に位置する東松浦郡にあった町。20世紀半ばまで炭鉱の町として栄えた。2005年に合併して唐津市の一部になり、「唐津市相知町」となった。

## 地理

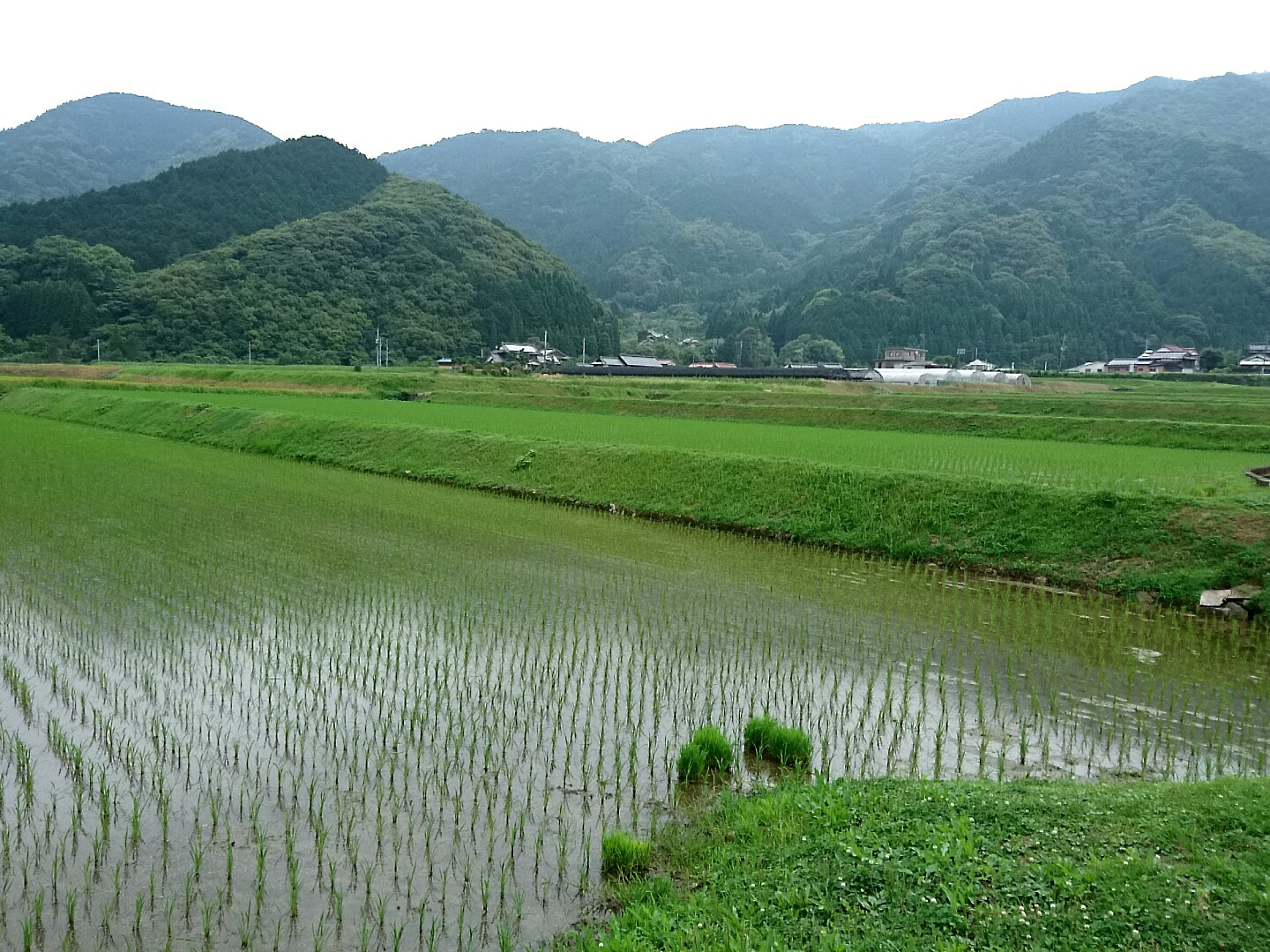
伊岐佐地区の水田

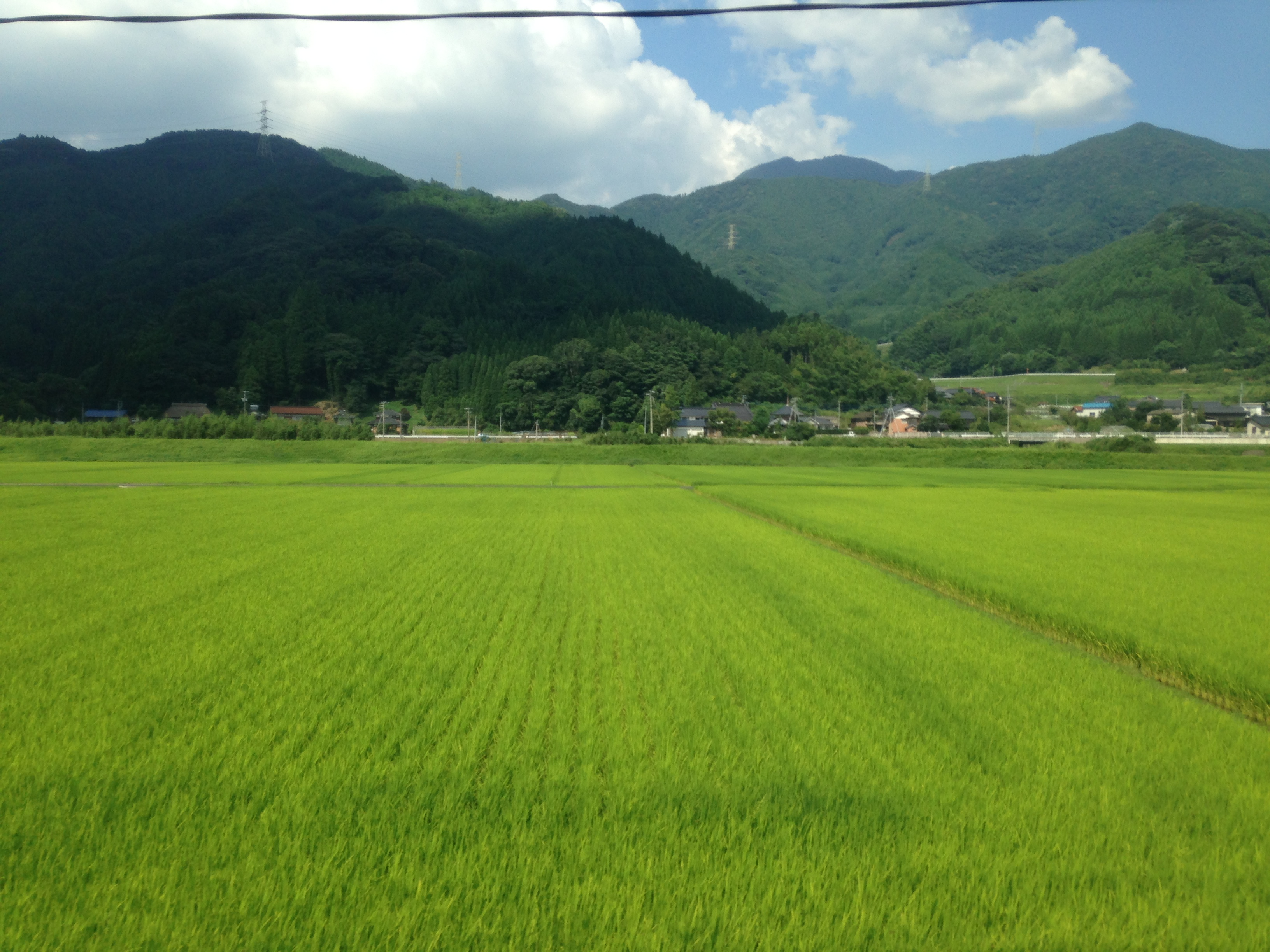
作礼山

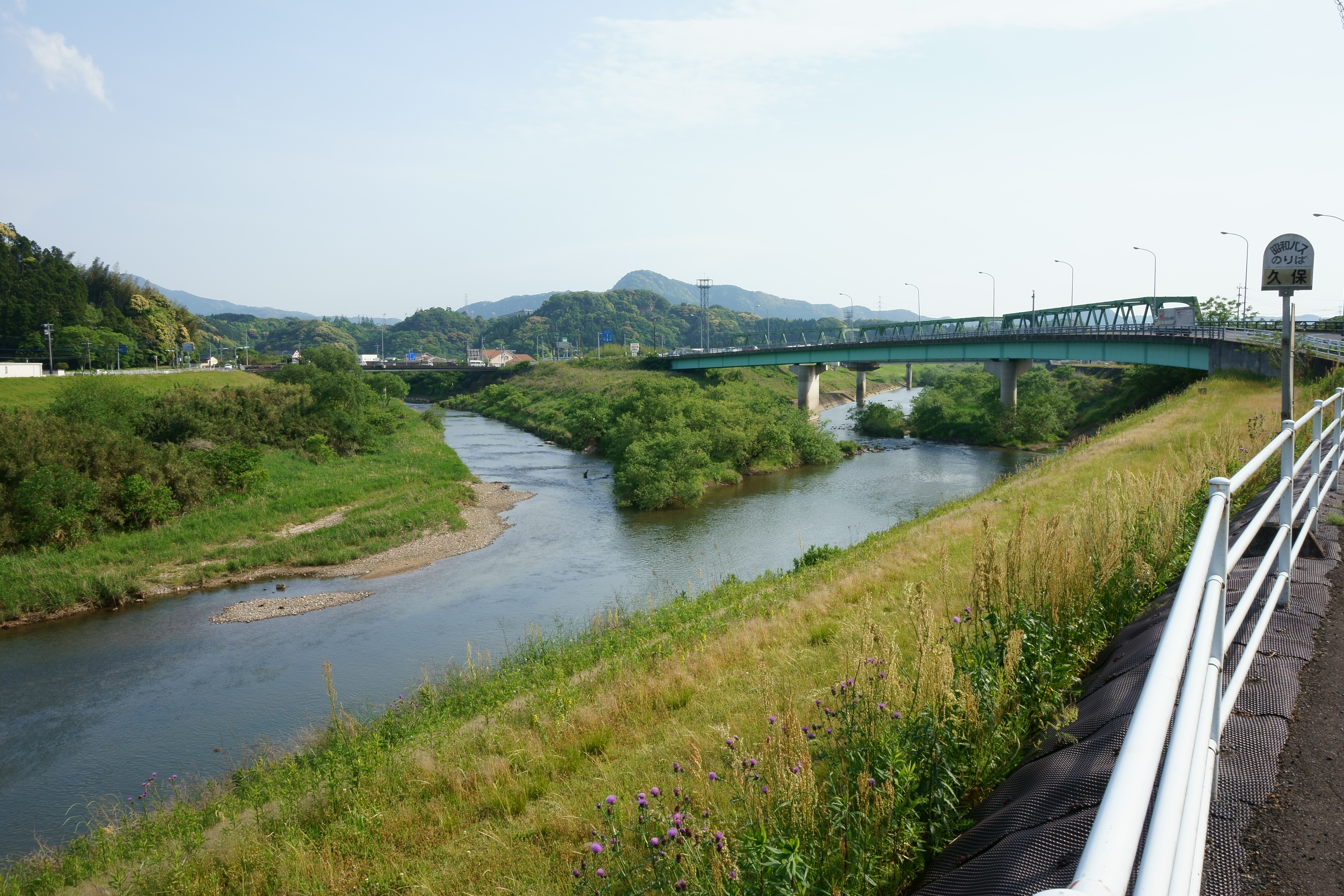
厳木川と松浦川の合流点

松浦川とその支流沿いにある。南西の伊万里市から松浦川、南東の厳木町から厳木川、南から平山川、東から伊岐佐川（岐佐川）が入り、それぞれ狭い盆地を作りながら流れ、相知町の中心で合流する。松浦川はそこから北流して唐津市に入る。相知とは、川が「逢う地」に由来すると言われる。町の形の上では平山川の流域が南に突き出しており、八幡岳を境とする。東の伊岐佐川は短く、町の範囲は作礼山で限られる。山がちではあるが、八幡岳と作礼山の山塊を除けば標高は高くない。丘陵地形を利用したため池が多い。
冬は、山沿いでは、比較的積雪が多い。山地では、冬の間中雪が降る場所もある。
米の品種は夢しずく、さがびよりが主である。名産品として相知高菜が有名である。
- 山: 八幡岳 (763.6m)、作礼山 (887.1m)、三方山 (505.2m)、岸岳 (313m)、陣ノ山 (303.7m)、日ノ高地山 (288.1m)、霧佐山 (209.6m)
- 河川: 松浦川、厳木川、伊岐佐川、左伊岐佐川、右伊岐佐川、平山川
- 湖沼・ダム: 伊岐佐ダム（左伊岐佐川）、長場恵溜池、新溜池、郷目木溜池

### 隣接していた自治体
- 伊万里市
- 多久市
- 武雄市
- 東松浦郡浜玉町・厳木町・北波多村

## 歴史

### 沿革
- 1889年（明治22年）4月1日、町村制施行により16か村が合併、相知村となる[1]。
- 1935年（昭和10年）9月1日、相知村が相知町になった[1]。
- 1948年（昭和23年）大野、黒岩、伊岐佐が、相知町に編入。
- 1955年（昭和30年）9月　町章制定
- 2004年（平成16年）9月3日〜4日 - 第10回全国棚田（千枚田）サミットが開催される[2]。
- 2005年（平成17年）1月1日に、唐津市、浜玉町、厳木町、北波多村、肥前町、鎮西町、呼子町の8市町村で合併し、唐津市の一部となった[1]。

## 行政
- 町長：大草秀幸（2004年3月24日 - 消滅時）

## 放送 通信

### テレビ
- あいあいテレビ（現:ぴ〜ぷる放送）
- NHK総合テレビ
- NHKEテレ
- サガテレビ
- NBC長崎テレビ（一部地区）
- NIB長崎国際テレビ（一部地区）
- RKB毎日放送（ケーブルテレビ加入時）
- FBS福岡放送（ケーブルテレビ加入時）
- KBC九州朝日（ケーブルテレビ加入時）
- TVQ九州放送（ケーブルテレビ加入時）
- テレビ西日本（ケーブルテレビ加入時）
- 衛星放送PR（2011年7月アナログ放送終了時まで5chで放送されていた）

### ラジオ
- NHK-FM（81.6 MHz)
- エフエム佐賀(77.9 MHz)
- エフエム長崎（79.5 MHz / 80.3 MHz)
- エフエム熊本（77.4 MHz)
- NHKラジオ第1放送(612 kHz)
- NHKラジオ第2放送(1017 kHz)
- NBCラジオ佐賀(1116 kHz / 93.5 MHz)
- KBCラジオ(1413 kHz)
- RKBラジオ(1278 kHz)
- RKKラジオ(1197 kHz)
- ラジオNIKKEI
- ケーブルテレビにより、CROSS FMやエフエム福岡、県内のFM局の再送信が行われている。

### インターネット その他
- 2005年頃からケーブルインターネットが普及
- 専用回線を使用すれば、相知町内の通話料が無料
- 2010年頃には、作礼山キャンプ場、見帰りの滝を含むほとんどの地区で、au、DoCoMoの携帯電話の利用が可能になった。しかし、山間部などでは現在でも繋がりにくい地区がある。

## 地域

### 健康
- 平均年齢:57.5歳

### 教育

#### 小学校
- 相知町立佐里小学校（2003年廃校）
- 相知町立伊岐佐小学校
- 相知町立相知小学校
  - 相知小学校牟田部分校(1977年廃校）
- 相知町立田頭小学校（2010年廃校）
- 相知町立平山小学校（2003年廃校）

#### 中学校
- 相知町立相知中学校

## 交通

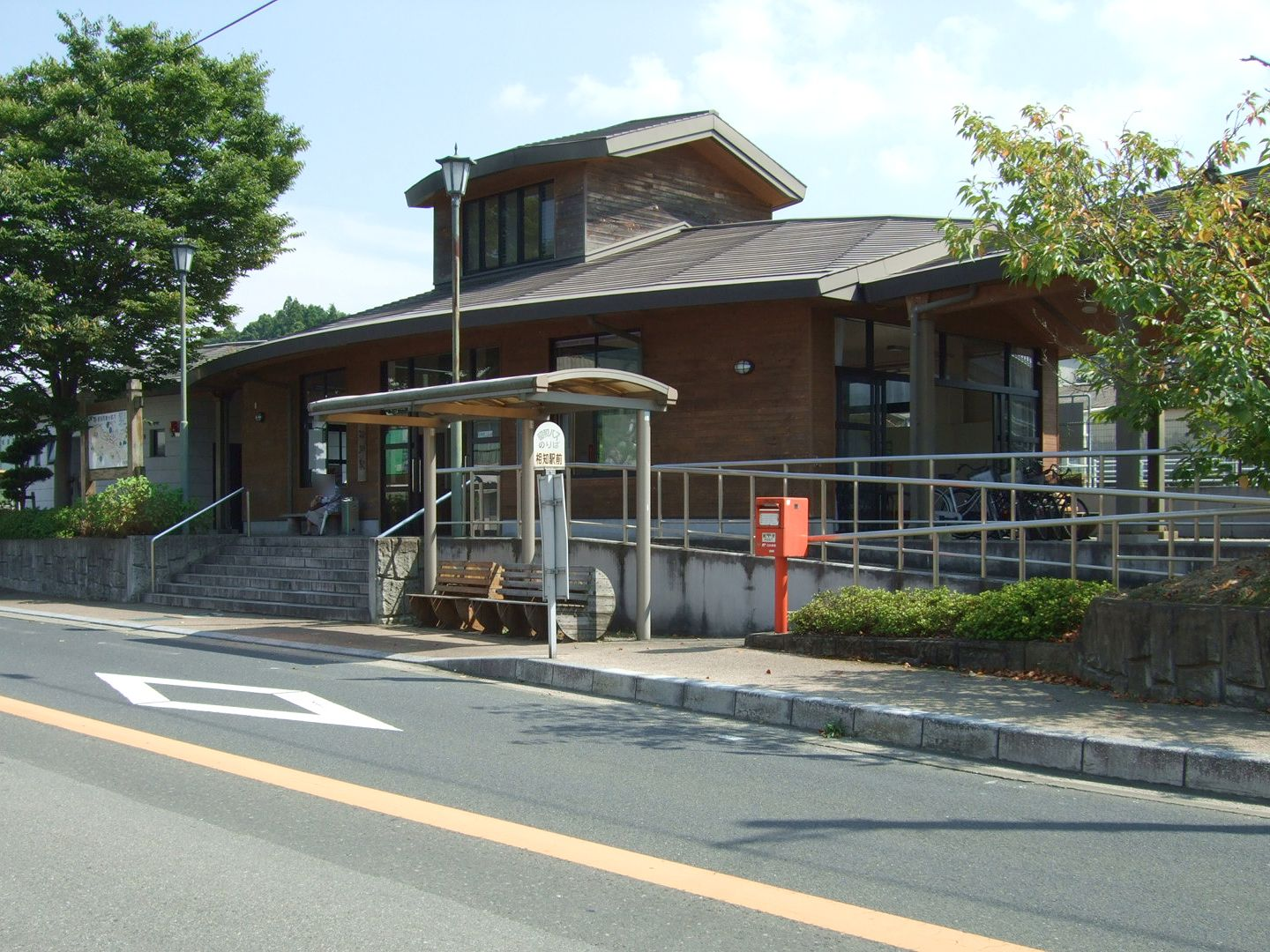
相知駅前

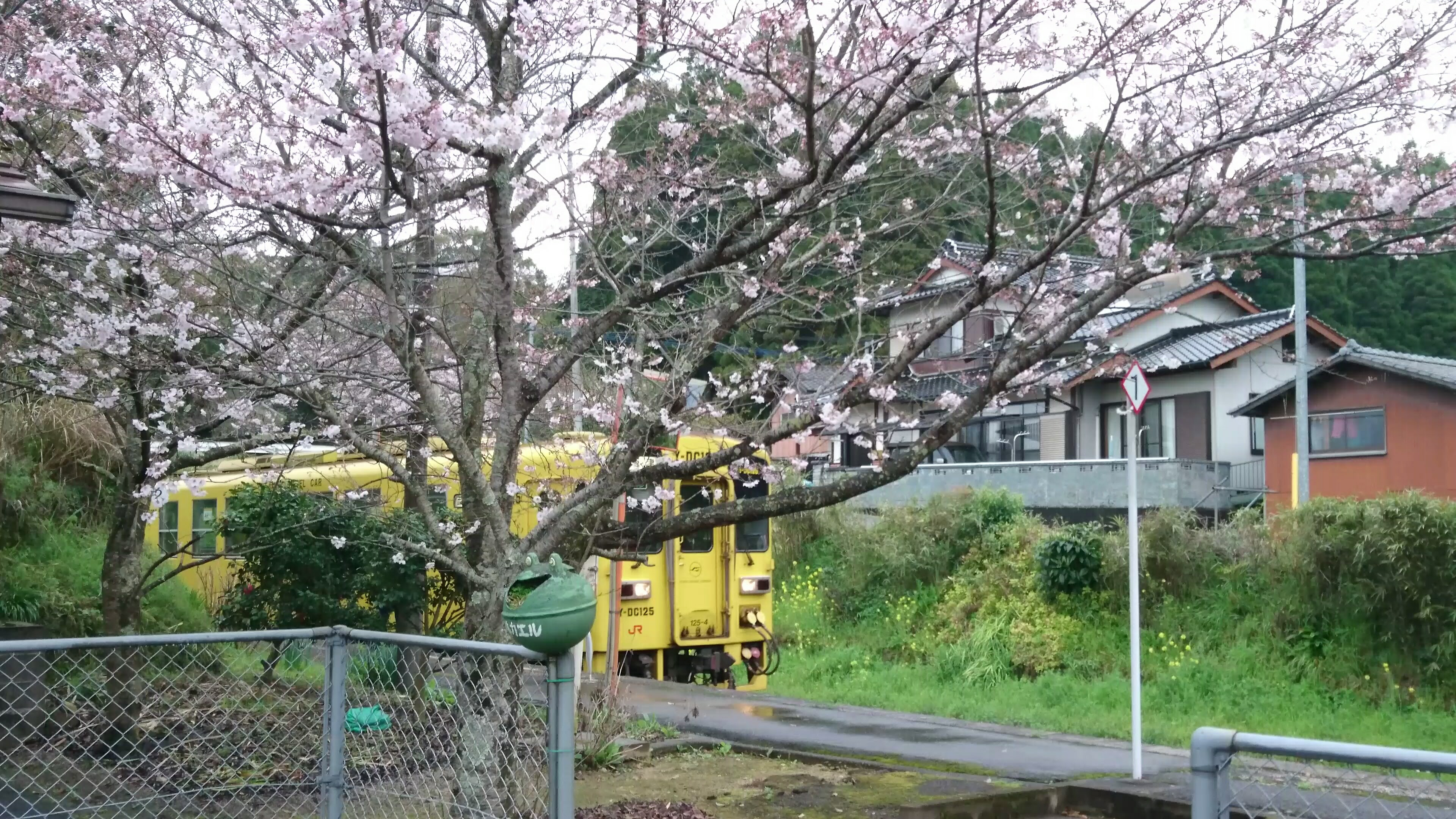
肥前久保駅

### 空港
- 一番近い空港は佐賀空港
- 福岡空港や長崎空港にも近い。

### 鉄道路線
- 九州旅客鉄道（JR九州）
  - 唐津線
    - 本牟田部駅 - 相知駅

  - 筑肥線
    - 肥前久保駅 - 西相知駅 - 佐里駅

### 廃止となった駅
- 牟田部駅（唐津線岸嶽支線 1971年廃駅）
- 相知炭鉱駅（貨物駅 唐津線相知炭鉱支線 1978年廃駅）

### バス
- 昭和バスが運行している路線がある。
  - 大手口 - 山本 - 相知 - 厳木 - 多久駅 - 小城 - 佐賀駅バスセンター

### 道路
- 高速道路 - なし
- 有料道路 - 厳木バイパス
- 国道203号
- 佐賀県道38号相知山内線
- 佐賀県道40号浜玉相知線
- 佐賀県道52号山本波多津線

## 名所・旧跡・観光スポット・祭事・催事

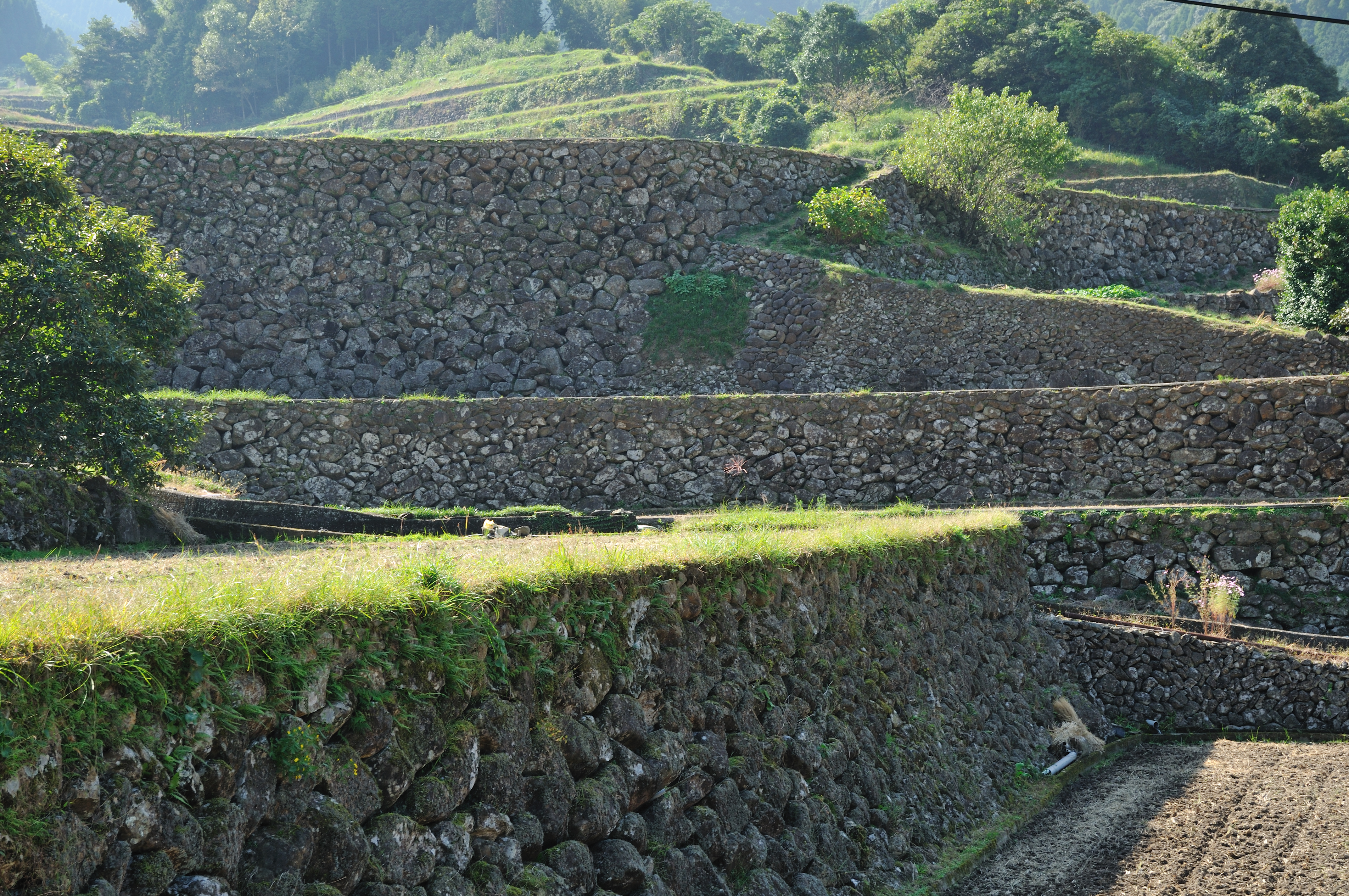
石垣が連なる蕨野の棚田

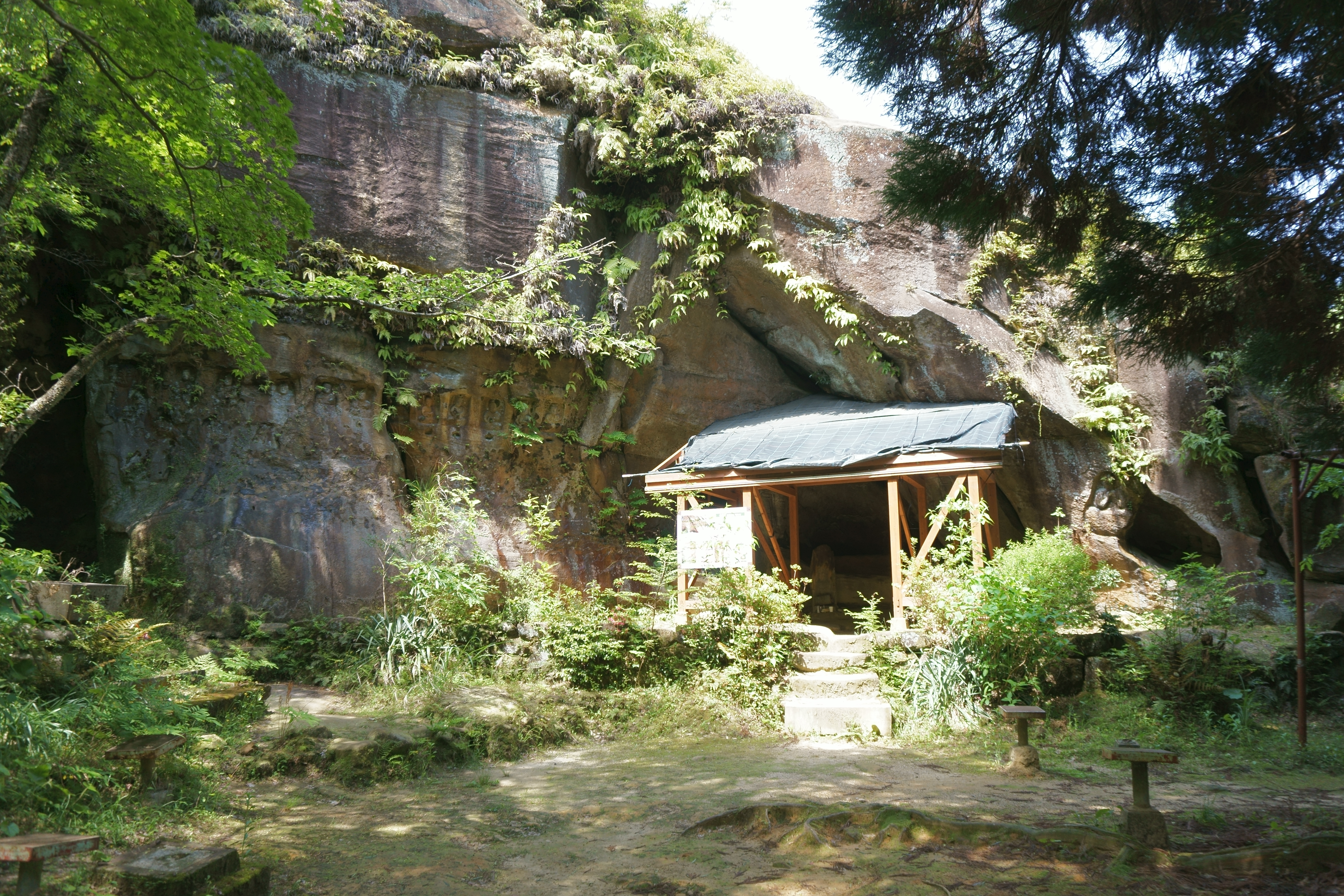
鵜殿石仏群

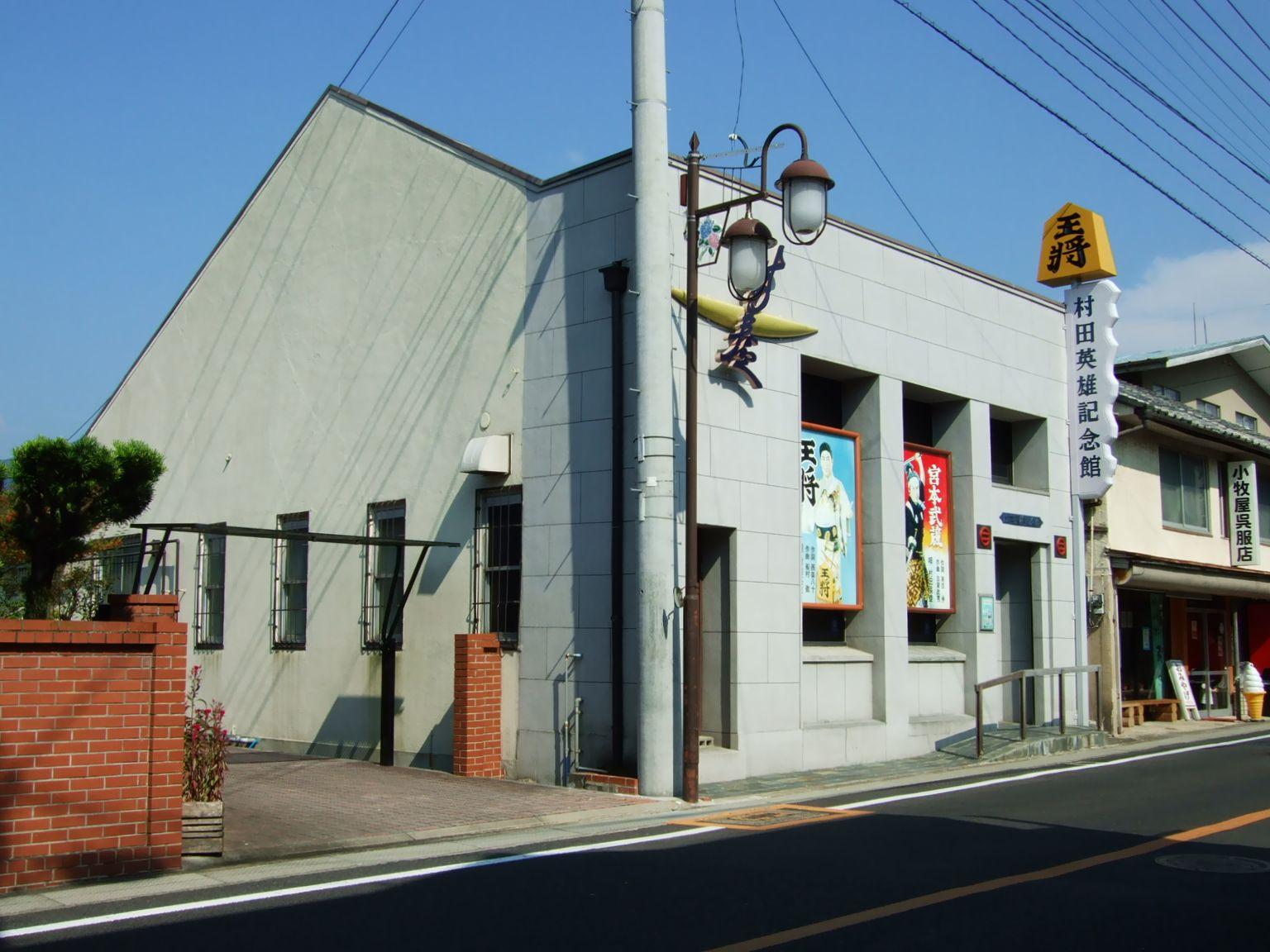
村田英雄記念館

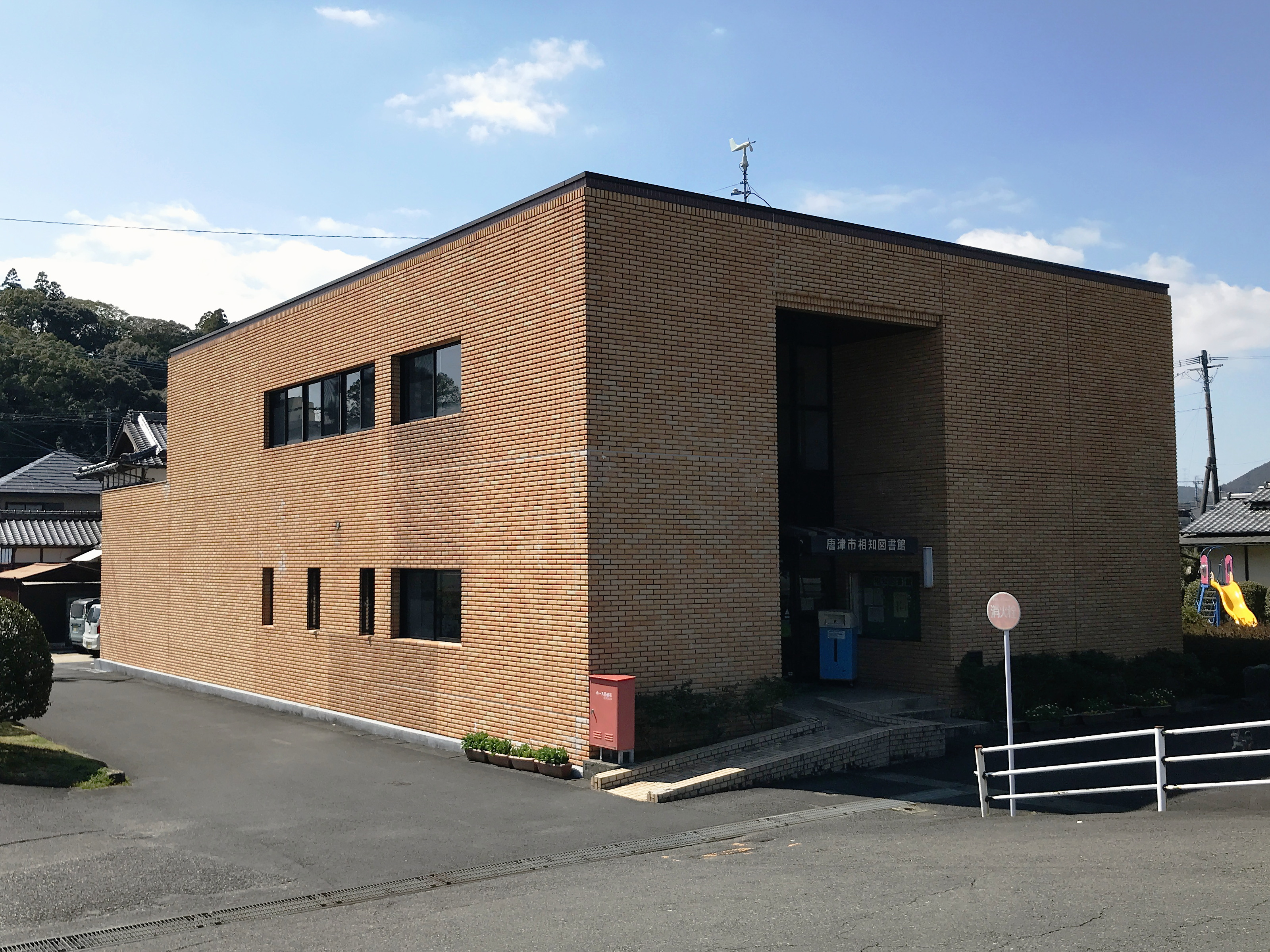
相知図書館

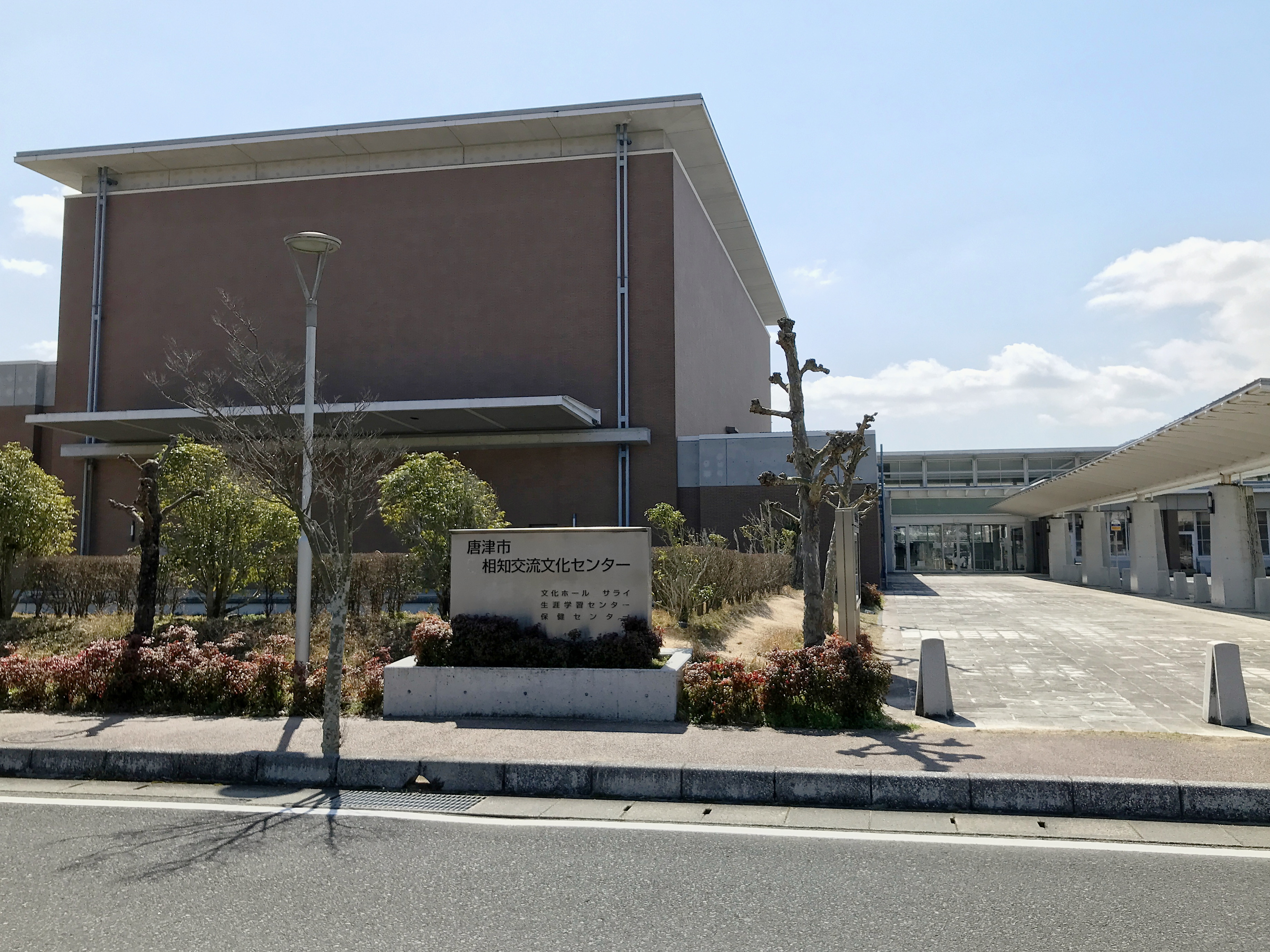
相知交流文化センター（サライ）

- あじさいまつり（6月1日 - 6月30日）
- 相知くんち（10月の第3金、土、日曜）
- 町民まつり（11月中旬）
- 相知ロードレース大会（12月の第1日曜）
- 蕨野の棚田（日本の棚田百選、重要文化的景観、遊歩百選）
- 見帰りの滝（日本の滝百選、落差は九州一）
- あじさい館
- 鵜殿石仏群（うどのせきぶつぐん）
- 幡随院長兵衛生誕の記念碑
- 天徳の丘運動公園
- 相知町立図書館
- 相知城跡（現在、大部分が町立相知中学校となっている）
- 池田城跡
- 村田英雄記念館（2025年3月16日で閉館[3]）
- 佐里温泉
- 伊岐佐窯

## 出身人物
- 村田英雄（歌手）
- 岩部彰（ミサイルマン、芸人）
- 峯孝廣（スキー選手）
- 少年ピース（歌手）